# 阿帕察鄉

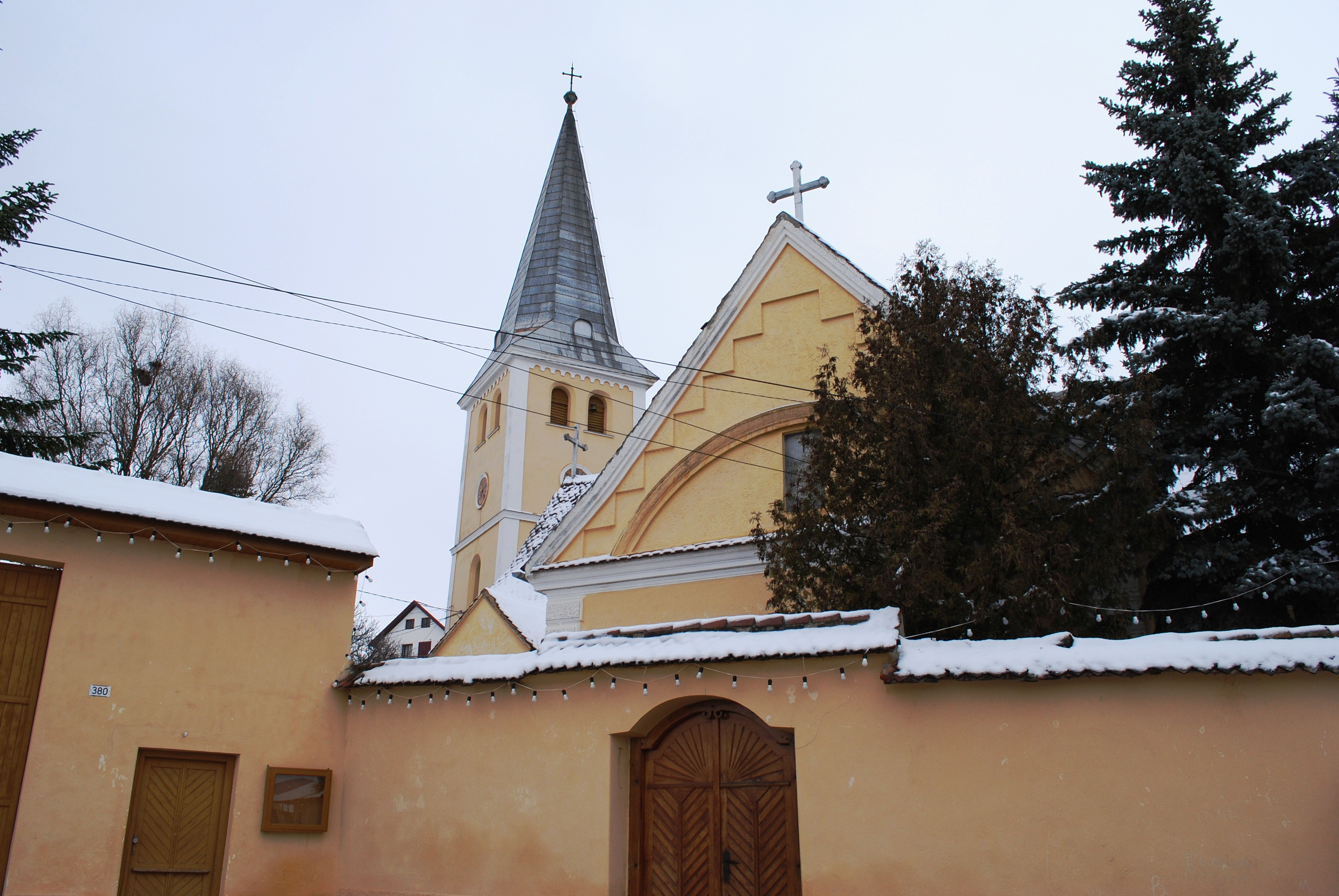

45°57′N 25°31′E / 45.950°N 25.517°E
阿帕察鄉（羅馬尼亞語：Apața, Brașov），是羅馬尼亞的鄉份，位於該國中部，由布拉索夫縣負責管轄，面積54平方公里，海拔高度525米，2007年人口3,168，人口密度每平方公里58人。